# Assumpció Estivill
Assumpció Estivill Ríus (Reus, Tarragona, España, 1949) es una bibliotecaria y profesora universitaria catalana. Está licenciada en filología hispánica (1973), graduada por la Escuela de Bibliotecarias (1976), máster en historia contemporánea y doctora por la School of Library and Information Science de la Universidad de Pittsburgh (1990).

## Biografía
El 1976 empezó su carrera profesional como bibliotecaria en la Biblioteca Josep M. Figueras del Centro de Estudios de Historia Contemporánea. Al año siguiente y hasta 1982, trabajó en la Sección de Reserva de la Biblioteca de Cataluña.
En 1978 se inició como docente en la Escuela de Bibliología, actual Facultad de Biblioteconomía y Documentación de la Universidad de Barcelona, de la que ha sido jefa de estudios, subdirectora y decana. Durante sus años en activo en la Facultad de Biblioteconomía, orientó su docencia a la catalogación, gestión de las publicaciones en serie y la organización de los servicios técnicos.
Es autora de L'Escola de Bibliotecàries, 1915-1939 (1992) y de numerosos artículos y monografías especializados en el ámbito de la historia de la profesión bibliotecaria y las bibliotecas en Cataluña, la catalogación de todo tipo de recursos, los sistemas integrados de gestión bibliotecaria y el uso de metadatos, políticas y presentación de colecciones patrimoniales en la red.
Es responsable de la traducción al catalán de las Reglas angloamericanas de catalogación, de las RDA y otros textos normativos internacionales.
Ha sido editora de la revista BiD: textos universitaris de Biblioteconomia i Documentació y ha formado parte de los comités editoriales en otras revistas en el ámbito de la biblioteconomía y la documentación. Fue miembro del Comité Permanente de la Sección de Catalogación de la  Federación Internacional de Asociaciones e Instituciones Bibliotecarias (1991-2001).